# Liverpool Street (metrostation)
Liverpool Street is een station van de metro van Londen aan de Circle Line, Hammersmith & City Line, Metropolitan Line en de Central Line en is het zesde drukste op het Londense metronetwerk. De metrolijnen zijn niet toegankelijk voor rolstoelen, behalve vanaf de Circle, Hammersmith & City en Metropolitan Line in oostelijke richting, die een oprit hebben die naar het perron leidt. 

## Metropolitan Railway
In 1863 overwoog het parlement verschillende routes voor de verlenging van de metro door de binnenstad ten oosten van Moorgate. De eerst voorgestelde route liep van Moorgate naar het zuiden tot Cannon Street, maar dit werd al snel aangepast aan het gerealiseerde traject omdat daarmee nog drie kopstations, Liverpool Street, Broad Street en Fenchurch Street, een aansluiting op de metro zouden krijgen wat ten slotte de reden was om de metro te bouwen. Station Liverpool Street werd ontworpen als overstappunt tussen metro en de Great Eastern Railway. In eerste instantie gebruikte de Metropolitan Railway een ondergronds kopspoor onder het spoorwegstation als eindpunt. Op 12 juli 1875 opende het eigen metrostation onder de naam Bishopsgate aan de zuidkant van Liverpool Street. De ondergrondse sporen 1 en 2 werden in 1875 geopend, in 1896 werd nog een kopspoor aan de zuidkant geopend. Dit spoor werd gebruikt om metro's uit het westen te laten keren en bleef tot 1974 in gebruik, in 1994 werd het opgebroken. Het spoor onder het spoorwegstation werd in 1904 gesloten en 1 november 1909 kreeg ook het metrostation de naam Liverpool Street.

## Central London Railway
In 1912 kwam de verlenging van de Central London Railway (CLR), de latere Central Line, gereed en Liverpool Street werd zodioende op 28 juli 1912 het oostelijke eindpunt van de CLR. Deze sporen, 4 & 5, liggen in een dubbelgewelfdstation op 21 meter diepte. Hier werd als een van de eersten de Moore Vacuumlamp gebruikt, een nieuw verlichtingssysteem dat drie keer zoveel licht opleverde als een normale gloeilamp. Vlak ten noorden van de perrons liggen twee opstelsporen tussen de doorgaande sporen zodat, zoals tot 1946 regulier was, metro's uit het westen daar kunnen omkeren. 

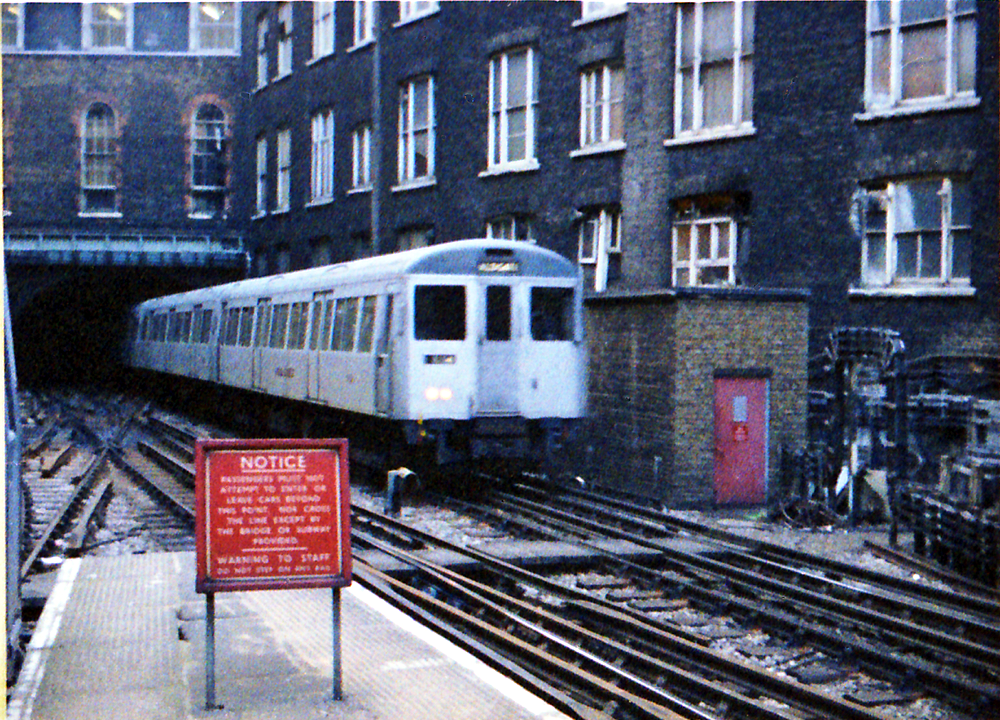
Een metro richting Aldgate komt binnen, links nog een metro op het kopspoor.
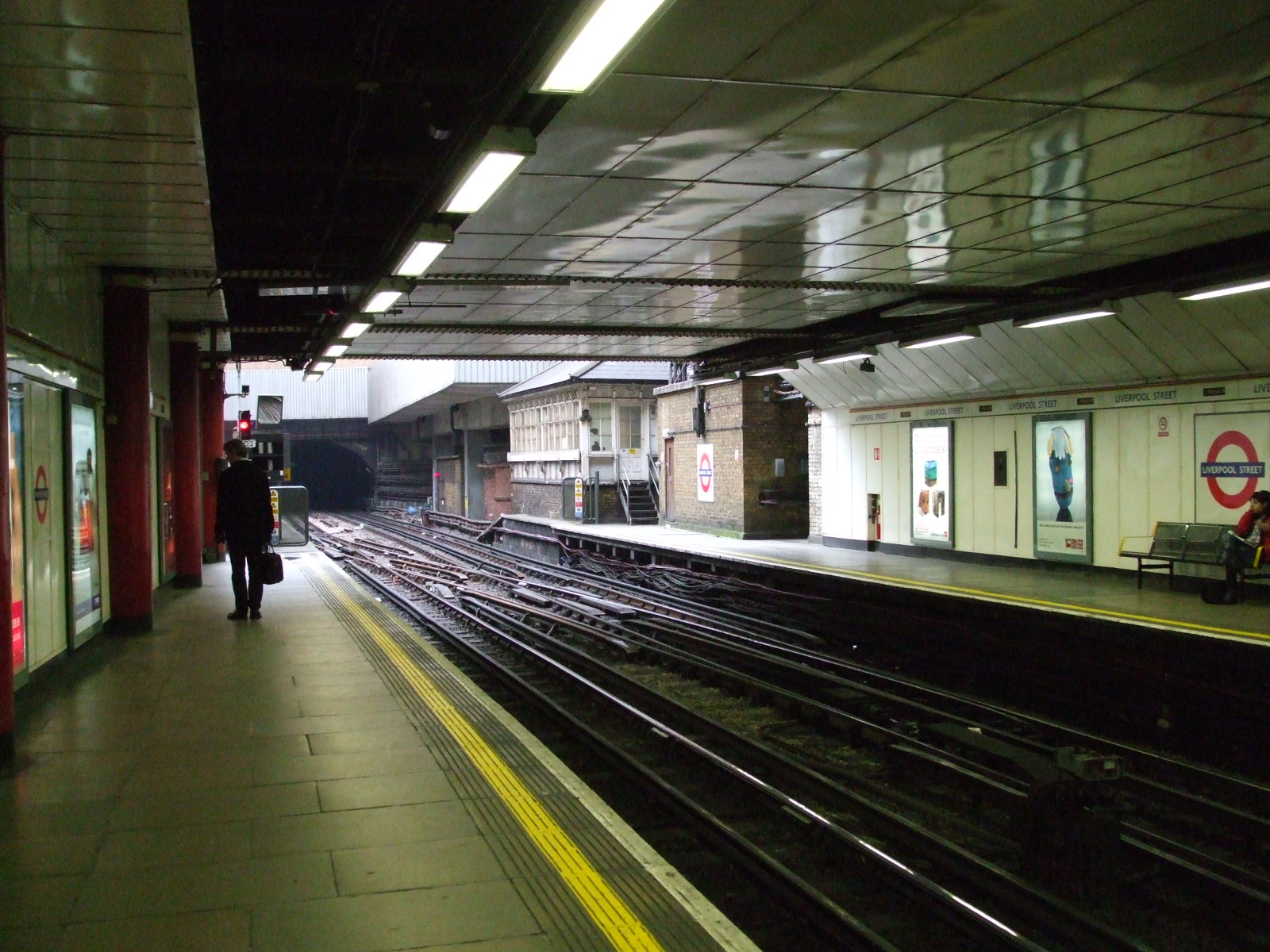
De ondiepe perrons in 2015.
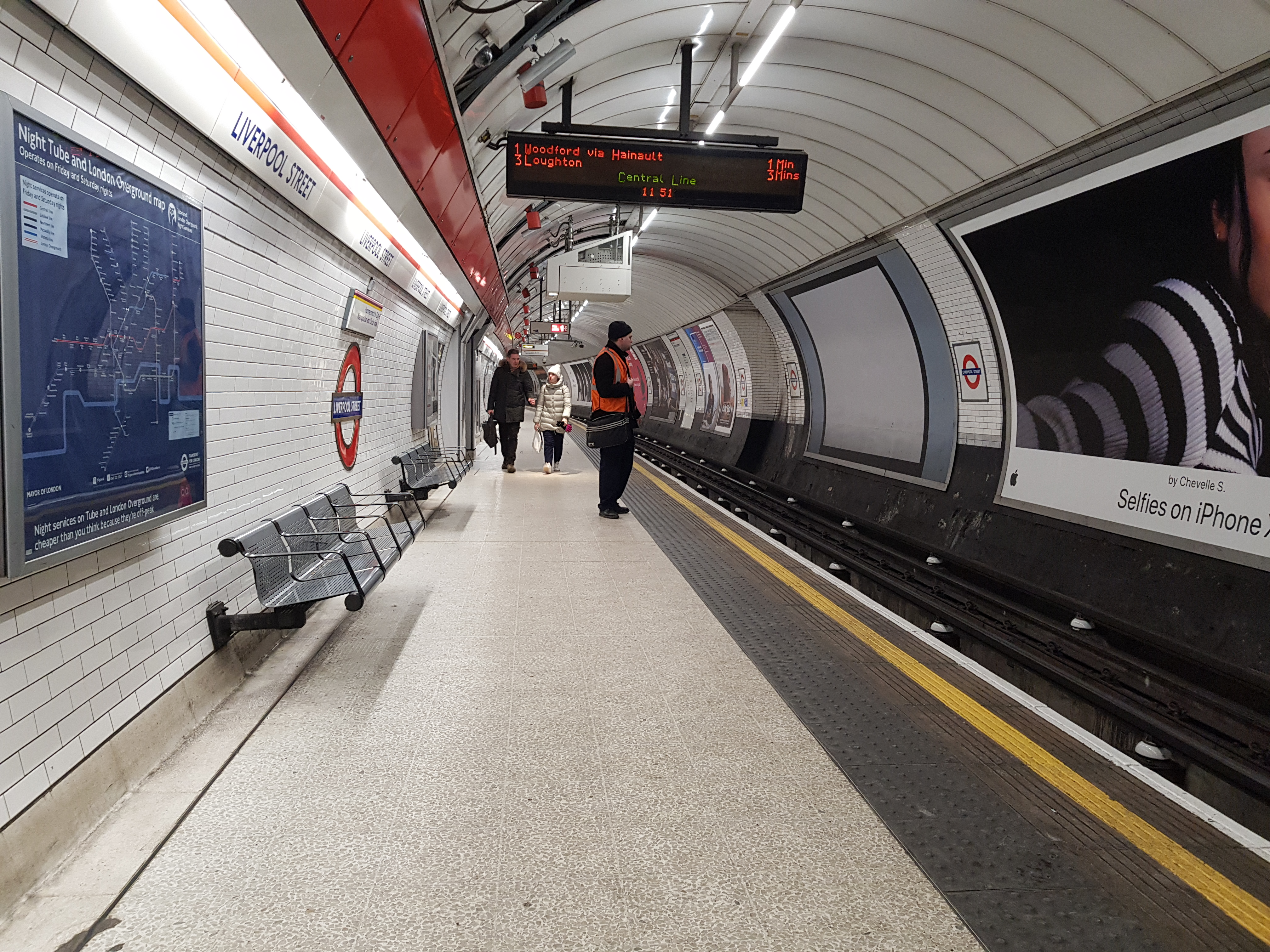
De Central Line naar het noorden.

## London Transport
In 1933 kwamen de twee metrolijnen in een hand toen het OV in Londen werd genationaliseerd in het London Passenger Transport Board dat alle lijnen van de gelijkvormige uitgang Line voorzag. Het metrostation werd een van de belangrijkste schuilplaatsen tijdens de Blitz. Het station was aanvankelijk niet open voor het publiek als schuilplaats, maar tijdens zware bombardementen op het East End op 7 september 1940 zochten velen hun toevlucht in het station, dat voor velen de veiligste en meest praktische schuilplaats was. Volgens sommige bronnen forceerde de lokale bevolking de toegang, andere bronnen melden dat het personeel besloot de poorten voor iedereen te openen zonder om kaartjes te vragen, iets wat formeel gezien illegaal zou zijn geweest.
Op 4 december 1946 werd de Central Line naar het oosten verlengd als onderdeel van het door de oorlog vertraagde New Works Programme van de London Passenger Transport Board, kortweg London transport. In 1951 werd een ondergrondse verdeelhal toegevoegd.
De Central Line loopt direct onder Shoreditch High Street aan de East London Line van de overground en sinds de opening in 2010 wordt aangedrongen op nieuwe perrons langs de Central Line aldaar. De nieuwe perrons zouden tussen Bethnal Green en Liverpool Street liggen aan een van de langste afstanden tussen stations in het centrum van Londen. Hoewel deze overstap voordelen zou opleveren, werd het uitgesloten vanwege de kosten, de verstoring die het tijdens de aanleg zou veroorzaken Central Line en omdat de perrons te dicht bij de opstelsporen van Liverpool Street zouden komen. Het voorstel wordt heroverwogen als Crossrail volledig operationeel is.

Hammersmith · 
Goldhawk Road · 
Shepherd's Bush Market · 
Wood Lane · 
Latimer Road · 
Ladbroke Grove · 
Westbourne Park · 
Royal Oak · 
Paddington · 
Edgware Road · 
Baker Street · 
Great Portland Street · 
Euston Square · 
King's Cross St. Pancras · 
Farringdon · 
Barbican · 
Moorgate · 
Liverpool Street · 
Aldgate · 
Tower Hill · 
Monument · 
Cannon Street · 
Mansion House · 
Blackfriars · 
Temple · 
Embankment · 
Westminster · 
St. James's Park · 
Victoria · 
Sloane Square · 
South Kensington · 
Gloucester Road · 
High Street Kensington · 
Notting Hill Gate · 
Bayswater · 
Paddington · 
Edgware Road
Hammersmith · 
Goldhawk Road · 
Shepherd's Bush Market ·
Wood Lane · 
Latimer Road · 
Ladbroke Grove · 
Westbourne Park · 
Royal Oak · 
Paddington · 
Edgware Road · 
Baker Street · 
Great Portland Street · 
Euston Square · 
King's Cross St. Pancras · 
Farringdon · 
Barbican · 
Moorgate · 
Liverpool Street · 
Aldgate East · 
Whitechapel · 
Stepney Green · 
Mile End · 
Bow Road · 
Bromley-by-Bow · 
West Ham · 
Plaistow · 
Upton Park · 
East Ham · 
Barking